# برکیم تومر
برکیم تومر (ترکی استانبولی: Berkim Tümer؛ زادهٔ ۳۰ آوریل ۲۰۰۲) کماندار اهل ترکیه است.
وی در مسابقات کشوری و بین‌المللی در مجموع برندهٔ ۱ مدال نقره، ۱ مدال برنز شده است.